# Polar Rochelais
Polar Rochelais est un cheval de course qui participe aux courses hippiques d'obstacle.  Né le 15 mai 2003, élevé par Madame Solange Esnouf, il était la propriété de l’Écurie des Dunes. Entraîné depuis ses débuts par Monsieur Patrice Quinton, il cumulait en juin 2013 plus de 1 100 000 euros de gains. Sa disparition en mars 2016 demeure inexpliquée.

## Origines
Fils de l'étalon Le Balafré, vainqueur notamment du Prix Jean Prat en 1993, et de la jument Olympiade de Brion, Polar Rochelais est le demi-frère de Sire Rochelais (vainqueur de la grande course de haies d'Auteuil en 1989) et d'Ultra Rochelais (vainqueur du Prix Georges Courtois en 1991).
Après une fin de gestation éprouvante, la mère de Polar Rochelais est recueillie par Patrice Quinton et Patricia Lebocey pour assurer le poulinage. Hélas, Olympiade de Brion meurt à la naissance de Polar Rochelais et ce dernier est alors placé auprès d'un nourrice, une jument de race Cob.

## Carrière de course
Polar Rochelais fait ses débuts le 13 août 2006 sur l'hippodrome de Bréhal où il prendra la 4e place du Prix de Granville, course plate de 2 300 mètres.
Il débutera en obstacle 2 janvier 2007 à Pau, en prenant la 5e place du Prix Alfred Torrance. C'est sur même hippodrome qu'il glanera son premier succès un mois plus tard dans le Prix Henry Prince, steeple-chase de 3 900 mètres. Après une première victoire en région parisienne sur l'hippodrome d'Auteuil le 3 octobre 2007 dans le Prix Fezensac, Polar Rochelais est dirigé vers sa première course de Groupe à Auteuil, le Prix Maurice Gillois (Grand Steeple-Chase de 4ans) où il terminera 3e derrière les hongres Top of the Sky et Remember Rose.
À 5 ans, Polar Rochelais cumule des accessits dans le Prix Rigoletto (2e)et le Prix Héros XII (3e), mais c'est à l'âge de 6 ans qu'il offrira la première victoire dans une course de groupe à Patrice Quinton, son entraîneur, mais également à son fidèle jockey Jérôme Zuliani : le 21 juin 2009, il devance En La Cruz et Don Mirande pour s'adjuger le Prix des Drags (Groupe II).
Son plus grand exploit, Polar Rochelais le réalisera à l'âge de 7ans lorsqu'il enlèvera le Grand-Steeple Chase de Paris (Groupe I) devant Doumaja et Odeillo du Mathan. Cette course aura été marquée par la chute du favori Remember Rose... au lâcher des élastiques ! Ce qui donna lieu à une longue polémique sur l'opportunité de reprendre ou non le départ.
En 2011, après avoir remporté le Prix Murat (Groupe II), Polar Rochelais prendra la troisième place du Grand-Steeple de Paris derrière Mid Dancer et Rubi Ball.
Après une année 2012 en demi-teinte (7e notamment du Grand Steeple-Chase de Paris), son entraîneur annoncera vouloir mettre son cheval au repos. Finalement, Polar Rochelais reprendra la compétition en 2013 avec une deuxième place prometteuse dans le Prix William Head (Listed) et une chute lors du Grand Steeple-Chase de Paris sur le fameux Rail Ditch and Fence d'Auteuil... Sa seule chute en 7 ans de carrière.

### Disparition
Placé dans un champ avec une vingtaine d'autres chevaux, Polar Rochelais disparaît dans la nuit du 5 au 6 mars 2016 au cours d'une tempête. Malgré un avis de recherche, le recours à des ULM pour survoler la zone concernée et l'appel à la gendarmerie, le cheval demeura introuvable.

## Palmarès
- Grand Steeple-Chase de Paris (2010)
- Prix Murat (2011)
- Prix des Drags (2009)